# Устрьом
Устрьо́м (рос. Устрём) — селище у складі Березовського району Ханти-Мансійського автономного округу Тюменської області, Росія. Входить до складу Березовського міського поселення.
Населення — 46 осіб (2010, 52 у 2002).
Національний склад станом на 2002 рік: ханти — 73 %.